# Вале-Формозу
Вале-Формозу (порт. Vale Formoso; МФА: [ˈva.ɫɨ fuɾ.ˈmo.zu]) — парафія в Португалії, у муніципалітеті Ковілян. Розташована в східній частині країни, на теренах історичної португальської провінції Бейра. Входить до складу округу Каштелу-Бранку. За адміністративним поділом, чинним до 1976 року, терени парафії були складовою провінції Нижня Бейра. Належить до Порталегрівсько-Каштелу-Бранківської діоцезії Католицької церкви. Патрон — свята Анна. Площа — 11,3075 км². Населення — 574 ос. (2011). Слабо урбанізований регіон. Густота населення — 50,76 осіб/км²
. Код — 050326.

## Населення
| Кількість мешканців | Кількість мешканців | Кількість мешканців | Кількість мешканців | Кількість мешканців | Кількість мешканців | Кількість мешканців | Кількість мешканців | Кількість мешканців | Кількість мешканців | Кількість мешканців | Кількість мешканців | Кількість мешканців | Кількість мешканців | Кількість мешканців |
| ------------------- | ------------------- | ------------------- | ------------------- | ------------------- | ------------------- | ------------------- | ------------------- | ------------------- | ------------------- | ------------------- | ------------------- | ------------------- | ------------------- | ------------------- |
| 1864                | 1878                | 1890                | 1900                | 1911                | 1920                | 1930                | 1940                | 1950                | 1960                | 1970                | 1981                | 1991                | 2001                | 2011                |
| 1 110               | 1 109               | 1 291               | 1 374               | 1 307               | 1 312               | 1 210               | 1 203               | 1 286               | 1 141               | 573                 | 708                 | 707                 | 640                 | 574                 |